# Bohai

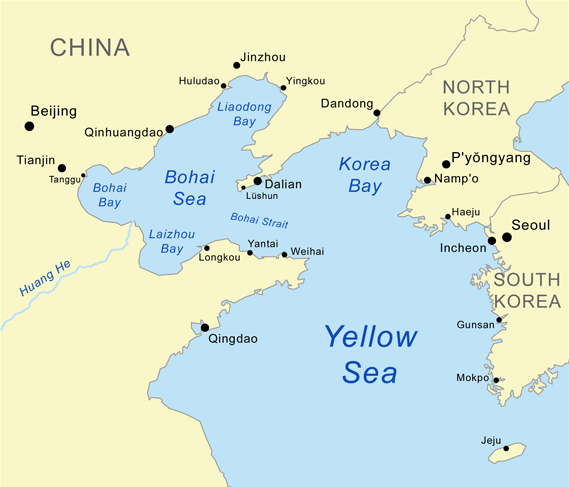
Zhilivikens läge (blått).

Bohai (även kallat Bo Hai, Zhiliviken, Zhiligolfen) är den innersta delen av Gula havet i Asien. Det sträcker sig från östra Kina, närmare bestämt från Dalian till Penglai och täcker en yta på 78 000 km². 
Den åtskiljs från resten av Gula Havet av Bohaisundet, mellan Liaodonghalvön och Shandonghalvön. I Bohai finns tre andra mindre bukter, Liaodongbukten, Laizhoubukten och Bohaibukten. I Bohai utmynnar floderna Gula floden, Liaohe, Haihe och Luanfloden. Djupen är i allmänhet bara cirka 20-30 meter. I mynningsområdet finns flera små öar och djupet är där cirka 60 meter.
Det är också en livlig havsväg till Kinas huvudstad Peking. Fyndigheter av olja och naturgas finns också i bukten.